# Селемджинская ГЭС
Селемджинская ГЭС — проектируемая гидроэлектростанция на реке Селемдже, крупнейшем притоке Зеи, в Мазановском районе Амурской области. Предполагаемая мощность — 100 МВт, годовая выработка —  470 млн кВт⋅ч. В здании ГЭС планируется разместить 4 гидроагрегата мощностью по 25 МВт. Помимо выработки электроэнергии, важной функцией станции является борьба с паводками.
Возможность строительства Селемджинской ГЭС рассматривалась еще в Советском Союзе. Интерес к проекту вновь возник в 2013 году, после масштабного наводнения в бассейне Амура, а затем в 2021 году, после очередного наводнения. В декабре 2022 года проект был включён в Генеральную схему размещения объектов электроэнергетики до 2035 года, с планируемым вводом в 2026—2030 годах. Проектирование Селемджинской ГЭС было начато входящим в РусГидро институтом «Ленгидропроект» в 2023 году, при этом по сравнению с предыдущими проектными проработками створ ГЭС был перенесён на несколько километров выше по течению, а уровень водохранилища был снижен на 10 м, что, по мнению проектировщиков позволило уменьшить воздействие гидроэлектростанции на окружающую среду, в частности предотвратить влияние на ряд заказников, а также почти полностью исключить влияние маршруты миграции сибирской косули.
По мнению проектной организации, строительство Селемджинской и Нижне-Зейской ГЭС позволит контролировать сток Зеи на 85 %, что даст существенный противопаводковый эффект. Объём противопаводковой ёмкости водохранилища Селемджинской ГЭС будет составлять 6,5 км³. При совместной работе Зейского, Нижне-Зейского и Селемджинского водохранилищ в случае прохождения катастрофического паводка повторяемостью 1 раз в 100 лет максимальные расходы воды в Зее должны уменьшиться в 4,7 раза — с 9480 до 2000 м³/с. На реке Амур в районе Хабаровска расходы воды в этом случае должны снизиться на 15-20 %. Экономический эффект от предотвращения наводнений в Амурской области оценивается для Селемджинской ГЭС в 3 млрд рублей в год, при совместной работе с Нижне-Зейской ГЭС — в 10 млрд рублей в год. Вырабатывая возобновляемую электроэнергию и предотвращая таким образом сжигание органического топлива на тепловых электростанциях, Селемджинская ГЭС позволит избежать выбросов парникового углекислого газа в объёме 500 тыс. тонн в год.